# Acrolophus panamae
Acrolophus panamae är en fjärilsart som beskrevs av August Busck 1914. Acrolophus panamae ingår i släktet Acrolophus och familjen Acrolophidae. Inga underarter finns listade i Catalogue of Life.